# Mel Martinez
Melquíades Rafael Martinez, detto Mel (Sagua la Grande, 23 ottobre 1946), è un politico statunitense.